# 石井克政
石井 克政（いしい よしまさ、1953年4月22日 - ）は、日本の実業家。トヨタファイナンシャルサービス代表取締役社長、トヨタ紡織代表取締役社長、日本実業団陸上競技連合副会長などを歴任した。

## 人物・経歴
東京都出身。1976年一橋大学商学部を卒業し、トヨタ自動車販売に入社。トヨタ自動車海外事業室主査、ヨーロッパ部営業室室長、トヨタモーターマーケティングヨーロッパ出向、トヨタ自動車常務役員、専務取締役・営業企画本部長・欧州本部長を経て、2013年からトヨタファイナンシャルサービス代表取締役社長兼トヨタ自動車取締役。
2015年、トヨタ紡織代表取締役社長に就任。海外経験が長く、海外事業強化やシート骨格事業再編などに取り組んだ。2017年に、メキシコとアメリカの壁の建設を公約としたドナルド・トランプがアメリカ合衆国大統領に就任後、従業員の1割を占めるメキシコからの輸出制限への対応を検討し、同年自動車用シート事業における提携を強化のためタチエスの株式を取得した。
大学時代は、バスケットボールプレーヤーとして活躍し、トヨタ自動車アンテロープス顧問も務めた。孫が6人いる。2018年トヨタ紡織取締役副会長、ATグループ取締役、中部実業団陸上競技連盟会長、日本実業団陸上競技連合副会長。2019年トヨタ紡織シニアアドバイザー。